# Liste der denkmalgeschützten Objekte in Staré Sedlo u Tachova
Grundlage dieser Liste der denkmalgeschützten Objekte in Staré Sedlo u Tachova ist die ÚSKP-Liste (Ústřední seznam kulturních památek České republiky, deutsch Zentrale Liste der Kulturdenkmäler der Tschechischen Republik), die von der tschechischen Denkmalschutzbehörde NPÚ (Národní památkový ústav, deutsch Nationale Denkmalbehörde) seit 1987 geführt wird und an die seit dem Jahr 1850 geschaffenen Listen anschließt.

## Denkmalgeschützte Objekte nach Ortsteilen

### Staré Sedlo u Tachova
| Lage                                  | Objekt                      | Beschreibung                | ÚSKP-Nr.                  | Bild           |
| ------------------------------------- | --------------------------- | --------------------------- | ------------------------- | -------------- |
| auf der Brücke (Standort)             | Statue hl. Johannes Nepomuk | Statue hl. Johannes Nepomuk | 36426/4-1907 Info Katalog | BW             |
| in der Mitte der Ortschaft (Standort) | Kirche Mariä Himmelfahrt    | Kirche Mariä Himmelfahrt    | 22160/4-1906 Info Katalog | weitere Bilder |

### Darmyšl
| Lage          | Objekt                | Beschreibung          | ÚSKP-Nr.                  | Bild |
| ------------- | --------------------- | --------------------- | ------------------------- | ---- |
| Darmyšl 51 () | Wassermühle U Vavartů | Wassermühle U Vavartů | 10633/4-4057 Info Katalog |      |
| Darmyšl ()    | Kornspeicher          | Kornspeicher          | 12460/4-4823 Info Katalog |      |

### Racov
| Lage                                         | Objekt            | Beschreibung      | ÚSKP-Nr.                  | Bild           |
| -------------------------------------------- | ----------------- | ----------------- | ------------------------- | -------------- |
| beim Friedhof (Standort)                     | Sühnekreuz        | Sühnekreuz        | 11853/4-5110 Info Katalog | Sühnekreuz     |
| am Weg nach Darmyšl, proti Nr. 25 (Standort) | Sühnekreuz        | Sühnekreuz        | 11854/4-5111 Info Katalog | BW             |
| Racov (Standort)                             | Kirche hl. Martin | Kirche hl. Martin | 17787/4-1909 Info Katalog | weitere Bilder |